# هلن استافورد
هلن آدل استافورد (۹ اوت ۱۹۲۲، فیلادلفیا – ۱۲ اوت ۲۰۱۱، پورتلند، اورگن) فیزیولوژیست گیاهی و فیتوشیمی‌دان آمریکایی بود. او از سال ۱۹۷۷ تا ۱۹۷۸ رئیس انجمن فیتوشیمی آمریکای شمالی بود.

## زندگی‌نامه
هلن اِی. استافورد در مدارس کوئیکر در فیلادلفیا تحصیل کرد. او زمانی که از باغ پدرش مراقبت می‌کرد، به گیاه‌شناسی علاقه‌مند شد.
او در کالج ولزلی دوره کارشناسی خود را آغاز کرد و در سال ۱۹۴۴ با مدرک لیسانس در گیاه‌شناسی فارغ‌التحصیل شد. در سال تحصیلی ۱۹۴۵–۱۹۴۶، به‌عنوان دستیار پژوهشی در دانشگاه کرنل، با کشت‌های ارکیده زیر نظر لوئیس نادسون کار کرد. در سال ۱۹۴۶، به کالج کانکتیکات برای زنان منتقل شد. در آنجا با یک دستیاری دوساله زیر نظر ریچارد اچ. گودوین پشتیبانی می‌شد و با مدرک فوق‌لیسانس در گیاه‌شناسی فارغ‌التحصیل شد. پژوهش پایان‌نامه او دربارهٔ نشاءهای علف تیموتی در سال ۱۹۴۸ در امریکن ژورنال اف بوتانی منتشر شد. استافورد و گودوین تا سال‌ها پس از فارغ‌التحصیلی با یکدیگر در ارتباط بودند.
از سال ۱۹۴۸ تا ۱۹۵۱، استافورد دانشجوی دکترای گیاه‌شناسی در دانشگاه پنسیلوانیا بود و زیر نظر دیوید آر. گادارد مدرک دکترای تخصصی دریافت کرد. با این حال، به دلیل تبعیض نهادی، به او اجازه داده نشد به دانشجویان مرد تدریس کند. پایان‌نامه دکترای استافورد پژوهشی پیشگامانه دربارهٔ جایگاه درون‌سلولی آنزیم‌های گیاهی با بهره‌گیری از سانتریفیوژ تفکیکی در هموژنات‌های بدون‌سلول بود. از ۱۹۵۱ تا ۱۹۵۴، او به‌عنوان فوق‌دکترا در دانشگاه شیکاگو فعالیت کرد. در آنجا زیر نظر برگیت وِنِسلند روی «NAD+/NADP+ وابسته به دهیدروژنازهای فعال بر اسیدهای هیدروکسی در گیاهان» پژوهش کرد. در سال ۱۹۵۴، مقاله مروری «Location of enzymes in the cells of higher plants» به‌قلم مشترک استافورد و گادارد در نشریه مرور سالانه فیزیولوژی گیاهی منتشر شد. این مقاله مروری جایگاه استافورد را به‌عنوان یکی از متخصصان برجسته این حوزه تثبیت کرد.
پژوهش‌های برجسته منتشرشده استافورد و تدریسش در دانشگاه شیکاگو، لوییس کلاین‌هولتز (۱۹۱۰–۲۰۰۱) در کالج رید را تحت تأثیر قرار داد و او را برای پیوستن به گروه زیست‌شناسی آن کالج دعوت کرد. زمانی که استافورد در سال ۱۹۵۴ وارد کالج رید شد، نخستین زنی بود که به هیئت علمی در بخش ریاضیات و علوم طبیعی پیوست. او در گروه زیست‌شناسی کالج رید از ۱۹۵۴ تا ۱۹۵۹ استادیار، از ۱۹۵۹ تا ۱۹۶۵ دانشیار، و از ۱۹۶۵ تا ۱۹۸۷ استاد تمام بود تا اینکه در مقام استاد ممتاز بازنشسته شد. او در سال تحصیلی ۱۹۵۸–۱۹۵۹ با بهره‌گیری از بورسیه گوگنهایم، مرخصی دانشگاهی خود را در دانشگاه هاروارد گذراند. استافورد نخستین استاد کالج رید بود که بورسیه گوگنهایم را دریافت کرد. او سال‌های فرصت مطالعاتی خود را در دانشگاه کالیفرنیا، لس‌آنجلس، دانشگاه ییل و مرکز تحصیلات تکمیلی اورگن گذراند. در مرکز تحصیلات تکمیلی اورگن، با تسای-یینگ چنگ همکاری داشت (او نخستین زنی بود که با مدرک دکترای تخصصی از دانشگاه پرینستون فارغ‌التحصیل شد).
استفورد نویسنده یا هم‌نویسندهٔ بیش از ۷۰ مقالهٔ علمی بود. او یکی از مراجع برجسته در زمینهٔ فیتوشیمی و فیزیولوژی گیاهی ترکیبات فلاونوئیدی به‌شمار می‌رفت. کتاب او در سال ۱۹۹۰ با عنوان «متابولیسم فلاونوئیدها» برای سالیان طولانی به‌عنوان یک منبع معتبر شناخته می‌شد.
هلن استفورد از سال ۱۹۶۴ تا ۱۹۹۲ عضو هیئت تحریریهٔ نشریهٔ فیزیولوژی گیاهان بود. از ۱۹۸۹ تا ۱۹۹۳ نیز سردبیر مجموعه‌کتاب‌های «Recent Advances in Phytochemistry» بود که توسط پلنوم پرس منتشر می‌شد. این مجموعه برای بیش از سه دهه ادامه داشت و به ارائهٔ پژوهش‌های فیتوشیمی، به‌ویژه دربارهٔ فرآورده‌های بیوشیمیایی طبیعی تولیدشده در گیاهان، می‌پرداخت. در سال ۱۹۹۶، انجمن فیزیولوژیست‌های گیاه آمریکا (که در سال ۲۰۰۱ به انجمن زیست‌شناسان گیاه آمریکا تغییر نام داد) جایزهٔ عضویت مادام‌العمر «چارلز رید بارنز» را به او اعطا کرد. او نخستین زنی بود که این جایزه را دریافت کرد. در طول دوران فعالیت حرفه‌ای خود، او آموزگاری برجسته و الگوی الهام‌بخشی برای زنان دانشمند بود.
استفورد پس از مدتی مبارزه با بیماری آلزایمر درگذشت. پیش از او، پدر و مادرش، برادر و خواهرش درگذشته بودند و یک خواهرزاده از او به‌جا مانده است. او در وصیت‌نامه‌اش، بورسیهٔ «مورتون او. استفورد جونیور» را در کالج رید به یادبود برادرش تأسیس کرد؛ برادری که در جریان جنگ جهانی دوم کشته شد. گروهبان کارکن نیروی هوایی ارتش ایالات متحده «مورتون اوگدن استفورد جونیور» (۱۹۱۹–۱۹۴۳) تیرانداز هوایی بود که در جریان نبرد، هواپیمایش در رومانی سرنگون شد. خاکستر هلن استفورد در «درهٔ کالج رید» پراکنده شد، حوضه‌ای زهکشی به مساحت ۲۸ جریب (۱۱٫۳ هکتار) که دو پل پیاده‌رو و یک پل زمینی آن را در بر می‌گیرد.